# Мопсики-приятелі
Мопсики-приятелі (англ. Puppy Dog Pals; колишня назва Puppy Dog Tails) — американський дитячий мультсеріал Гарланда Вільямса. Мультсеріал транслювався на телеканалах «Disney Junior» і «Disney Channel» у США з 14 квітня 2017 до 20 січня 2023 року.
В Україні показ мультсеріалу розпочався 27 вересня 2020 року на телеканалі «ПлюсПлюс».

## Сюжет
Сюжет мультсеріалу Мопсики-приятелі обертається навколо братів Бінґо та Роллі, двох маленьких мопсів, які весело проводять час, коли їхній господар Боб залишає дім. В них також є сестричка кішечка, на ім'я Фирк та собака-робот ПЕС.

## Персонажі
- Бінґо (озвучив Іссак Раян Браун) — чорний собака з блакитним нашийником.
- Роллі (озвучив Сем Лавагніно) — світло-коричневий цуцик з червоним нашийником. Він не такий розумний, як його старший брат Бінго.
- Фирк (озвучила Джессіка ДіЧіко) — саркастична бузкова кішечка.
- П. Е. С. (повне ім'я Пневматичний електронний собака озвучив Том Кенні) — робот-пес, якого створив Боб.
- Боб (озвучив Гарланд Вільямс) — господар Бінго, Роллі, Фирк та ПЕСа Працює винахідником.
- Кія (озвучила Шилон Нельсон) — подруга і сусідка мопсиків. Вдягнена в синій светрик. На її нашийнику зображена зірка.